# Kő András
Kő András (Székesfehérvár, 1940. október 1. –) magyar rádióriporter, író, újságíró, szerkesztő.

## Életpálya
Először Színművészeti Egyetemre járt, de az egyetemet két év után otthagyta. Később a Magyar Rádió riportere lett. Jelenleg a Nemzeti Sport felelős szerkesztője, a Magyar Nemzet főmunkatársa.

## Főbb művei
Pályafutása alatt több tucat könyve jelent meg, ezek többsége sport témakörű. 
- Papp Laci – 1973, Budapest, Duna International Kiadó
- Drótszamár. Póráz nélkül – a kerékpárról – 1980, Budapest, Sportkiadó Vállalat
- Kardélen kardhegyen – 1986, Budapest, Sportkiadó Vállalat
- Amiről a sportújságírók hallgatnak – 1987, Budapest, Sportkiadó Vállalat
- A magyar futball anekdotakincse – 1988, Budapest, Sportkiadó Vállalat
- Kő András–Nagy J. Lambert: Tököl, 1956; Publica, Bp., 1992
- Kő András–Nagy J. Lambert: A hazáért éltek, haltak! Kivégzettek 1948–1956; Publica, Bp., 1994
- Szemétből mentett dicsőségünk. Volt egyszer egy aranycsapat...; Magyar Könyvklub, Bp., 1997
- Kő András–Nagy J. Lambert: Kossuth tér, 1956; Teleki László Alapítvány, Bp., 2001
- Levelek Rákosihoz; szerk. Kő András, Nagy J. Lambert; Maecenas, Bp., 2002
- Papp Laci; Budapest-Print, Bp., 2004
- Pengevilág. A Magyar Vívó Szövetség megalakulásának 90. évfordulójára; Magyar Vívó Szövetség, Bp., 2004
- 13+1. Kárpáti György, a szerencse fia; Chair & Man, Székesfehérvár, 2005
- Schmitt Pál; Korona, Bp., 2005 (Vendégségben)
- Melbourne 1956; Nemzet Lap- és Könyvkiadó, Bp., 2006
- A Grosics – 2007, Kiadó: Apriori International Kft., ISBN 9789630633406
- Tábori és a többiek – 2008, Kiadó: Apriori International Kft., ISBN 9789638230119
- Bozsik – 2008, Kiadó: Apriori International Kft., ISBN 9789630650144
- Tököl, 1956; 2. bőv. kiad.; Tököl Város Képviselő-testülete, Tököl, 2008
- A kalapácsvető aratása. Zsivótzky Gyula életpályája; Apriori International, Bp., 2010
- A cenki István-nap. Vendégségben Széchenyi Istvánnál; Maecenas, Bp., 2012
- PárbajtőrPaganini. Kulcsár Győző; Apriori International, Bp., 2014
- A Kálvin téri kripta titkai; szerk. Kő András, Susa Éva; Kortárs, Bp., 2014
- Fair play; szerk. Kő András, angolra ford. Gallov Rezső; Amfipressz, Bp., 2016
- Megkésett végtisztesség. Nagy Imre és mártírtársai kihantolása és azonosítása; tan., jegyz., szerk. Susa Éva és Kő András; Kortárs Alapítvány, Bp., 2016
- Varázsgömb és szike. Gloviczki Péter érsebész különleges életútja. Az értől az óceánig; Semmelweis, Bp., 2020
- Egy betűvető betakarítása; Pannónia Ny. Kft., Bp., 2022
- A siker anatómiája (261 oldal, Euro Press Média, 2023) ISBN 9789638230287

## Szakmai sikerek
- 1996-ban Feleki László-díjban részesült
- 2000-ben Joseph Pulitzer-emlékdíj kitüntetettje: Tényfeltáró riportok, cikkek, cikksorozat társadalmi-politikai eseményekről
- 2004-ben a MOB MOB-médiadíjának oklevelét kapta
- 2006-ban Nemzetközi Fair Play Bizottság (IFPC) A sportszerűség népszerűsítéséért, nevelőmunkáért elnevezésű elismerésben részesítette
- 2007-ben a Holdvilágárok Alapítvány elnöksége Árpád pajzs elismerésbe részesítette
- 2008-ban Hemingway Alapítvány Pethő Sándor-díj nyomtatott sajtó díját kapta, a magyar újságírásban végzett kiemelkedő munkásságáért
- 2018-ban MOB-médiadíj (életműdíj)[2]
- Magyar Érdemrend lovagkeresztje polgári tagozat (2018)[3]
- 2020-ban Aranytoll díj[4]